# Голубянка арион
Голубянка арион (лат. Phengaris (Maculinea) arion) — евразийский вид бабочек из семейства голубянок. Размах крыльев достигает 4,8—5,2 см. Окраска верхней стороны крыльев у самцов светло-голубая, у самок темнее, с широкой тёмной каймой и несколькими тёмными срединными пятнами, одно из которых находится в центре, а остальные 6—8 образуют ряд по внешнему краю каждого крыла. Нижняя сторона крыльев светло-серо-бурая с несколькими рядами мелких чёрных пятен. Развивается в одном поколении за год. Время лёта длится в зависимости от участка ареала с июня по август. Мирмекофил: гусеницы старшего возраста в своём развитии связаны с муравьями рода Myrmica. Гусеницы младших возрастов живут и питаются в цветках растений, а в старшем возрасте обитают в муравейниках либо как нахлебники-кукушки, либо как замаскированные хищники. Редкий вид, внесённый в природоохранный список Международного союза охраны природы.

## Этимология латинского названия
Видовое название Арион дано в честь греческого поэта и музыканта (VII—VI вв. до н. э.). Он был кифаредом — музыкантом, играющим на кифаре — разновидности лиры. С его именем связана одна из поздних античных легенд: во время путешествия на корабле из Таранта, коринфские моряки решили ограбить и убить его, выкинув за борт судна. Они велели Ариону либо совершить самоубийство, чтобы быть погребённым в земле, либо же броситься в море. Арион попросил разрешения спеть в последний раз, и, спев, он бросился в море. Очарованный его пением дельфин спас его и вынес на берег к Тенару. Арион вышел на берег и в своём наряде певца отправился в Коринф.
Подвид zara назван в честь Зара (древнееврейская мифология) — имя нескольких персонажей ветхозаветных преданий (например, ребёнка Иуды, эпонима племени иудеев).

## Описание

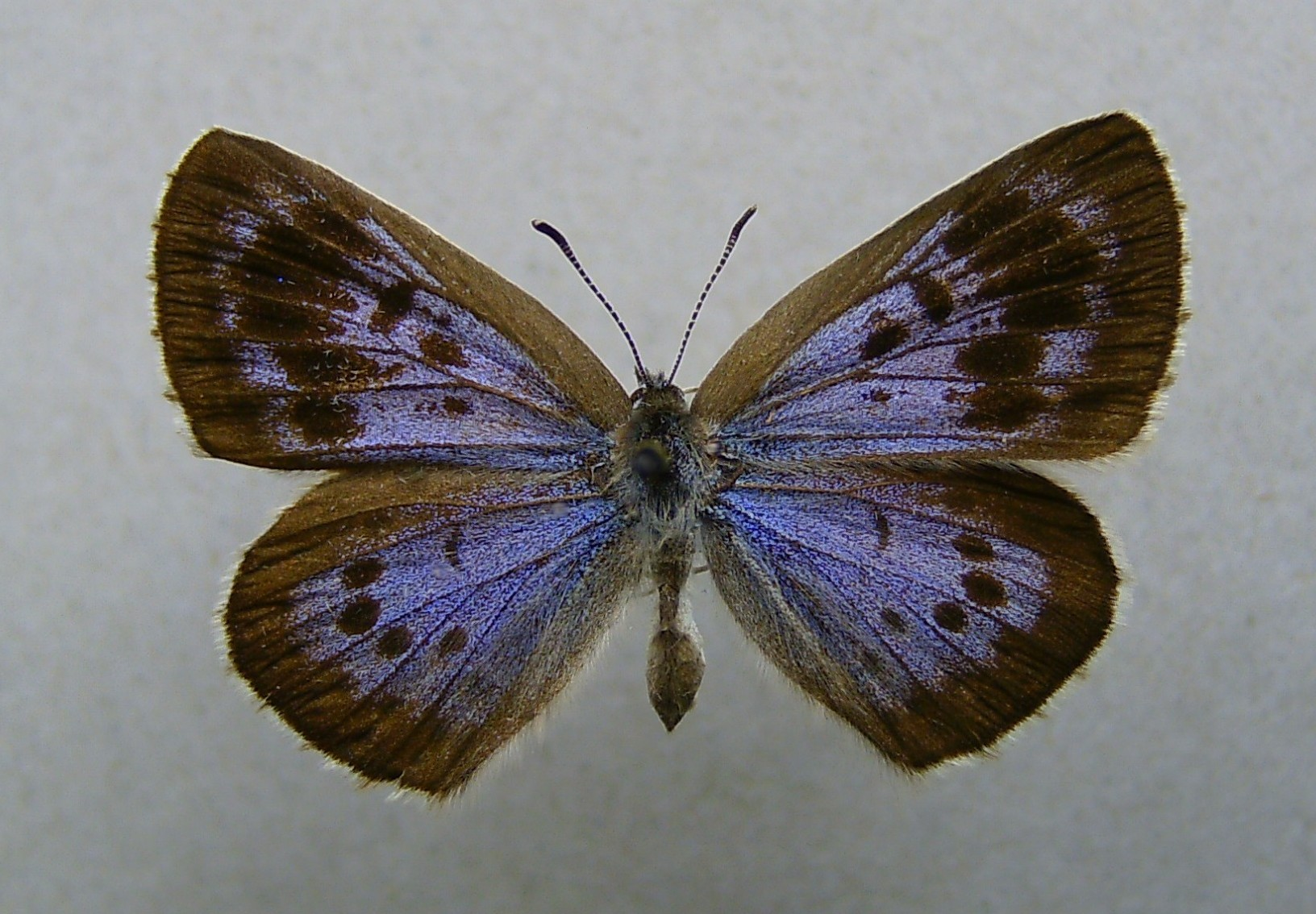
Самка

Дневная бабочка среднего размера. Длина переднего крыла составляет 13—23 мм, размах крыльев самцов — 27—48 мм, самок — до 52 мм (это один из наиболее крупных евроазиатских видов голубянок). Голова с округлыми глазами и вырезкой у основания усиков, края глаз окаймлены со всех сторон чешуйками. Сами глаза голые. Усики с веретеновидной булавой. Как и у всех представителей семейства передние ноги самцов слегка недоразвиты (лапки лишены сегментации), не функционируют при хождении, но в покое не прижаты к телу. Все ноги самок развиты нормально. Внешний край передних и задних крыльев округлый. Заднее крыло с двумя анальными жилками. Центральные ячейки верхних и нижних крыльев замкнуты. Жилка R1 не ветвится; жилки R2 и R3 сливаются в одну, R4, R5 имеют общий ствол. К костальному краю переднего крыла выходят все пять жилок.
Верхняя сторона крыльев у самцов светло-голубая, у самок темнее, с широкой тёмной каймой и белой бахромкой по краю. Внешняя чёрная кайма на переднем крыле самца больше ширины дискального пятна. Самка значительно темнее самца за счёт более сильного развития элементов крылового рисунка и более широкой краевой каймы. В середине передних крыльев у обоих полов располагается несколько тёмных срединных пятен, одно из которых находится в центре, а другие в количестве 6—8 образуют поперечный ряд по внешнему краю крыла. Эти пятна у самцов характеризуются более вытянутой формой — в отличие от самок, у которых они имеют более округлую форму. На верхней стороне задних крыльев количество тёмных пятен меньше или они могут вообще отсутствовать. Нижняя сторона крыльев светло-серо-бурая с несколькими рядами мелких чёрных пятен на светлом фоне. Несколько аналогичных пятен располагается на заднем крыле. На поперечной жилке центральной ячейки с нижней стороны крыльев расположено тёмное пятно. Нижняя сторона задних крыльев у основания крыла с голубоватым напылением. Самка несколько крупнее самца.
Копулятивный аппарат самцов характеризуется парным ункусом (Х-тергитом), ветви которого не расставлены, у его основания расположены острые ветви (гнатос). Эдеагус клиновидный. Вальвы широкие с перетяжкой, отделяющей отросток. Стернальная часть IX брюшного сегмента простая, без выроста (саккус). Вальвы свободные, с двумя отростками. Копулятивный аппарат самок без сильной склеротизации вагинальной области.
Гусеницы с бурой головой и бледно-серовато-красным телом, на спине проходит коричнево-красная линия.

## Ареал и места обитания

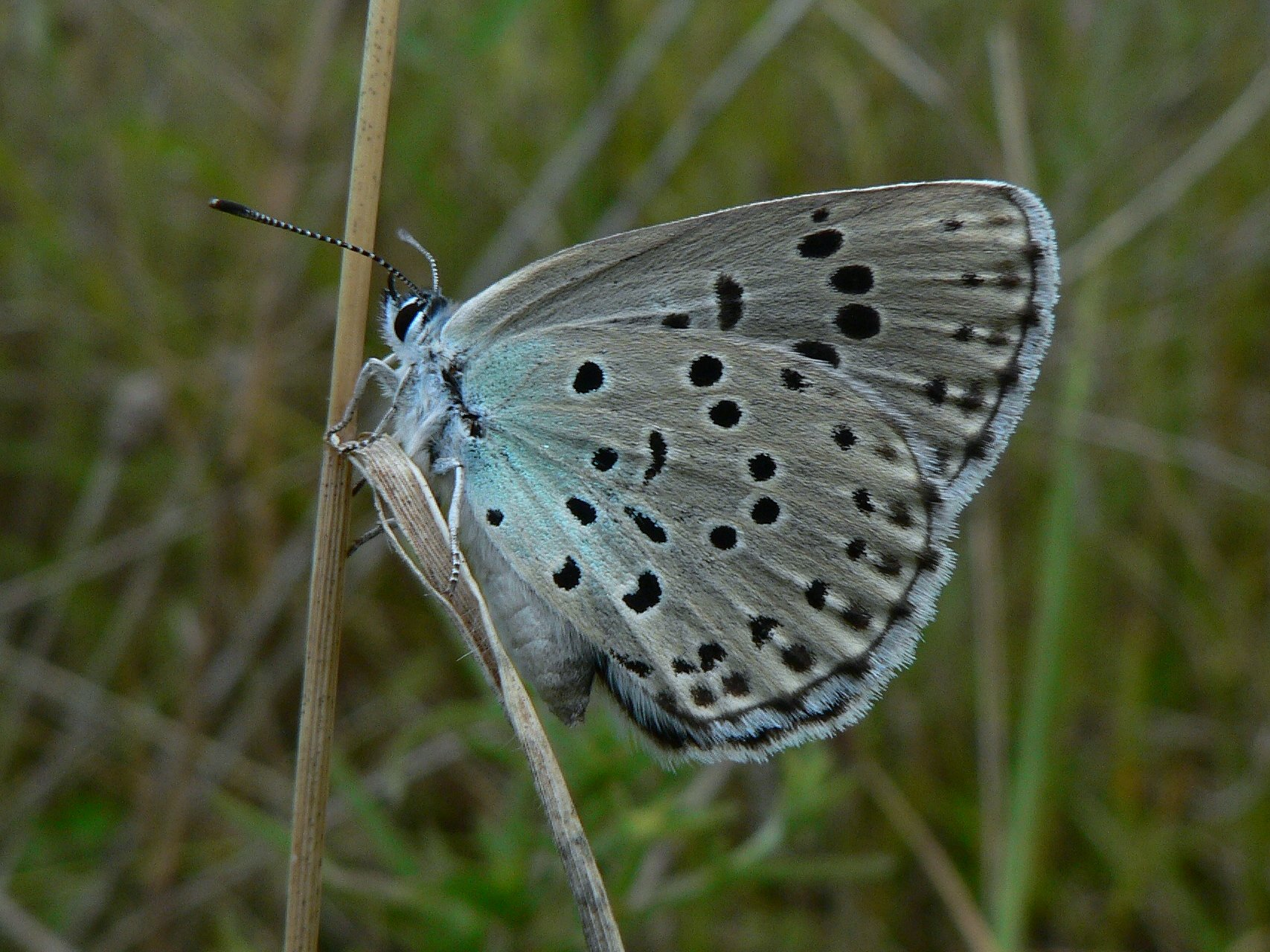
Нижняя сторона крыльев

Глобальный ареал вида охватывает умеренный пояс Евразии. Область распространения включает Среднюю и Южную Европу (на север до юга Швеции и Финляндии, юг Ленинградской и Вологодской областей — юг Удмуртии, Кавказ, Закавказье, Средний и Южный Урал, Переднюю Азия, юг Западной Сибири, Алтай и Кузнецкое нагорье, Северный Тянь-Шань, Джунгарию, Саур-Тарбагатайский горный узел, Тибет. Отсутствует в зоне пустынь.
Широко распространён в Восточной Европе. Повсюду локален. Исчез в Нидерландах (с 1949—1950 года) и Великобритании (с 1979 года, реинтродуцирован). В начале XX века этот вид был найден в различных местах в Нидерландах, в частности в долине Эйсселя, в окрестностях Дутинхема и далее в Северном Брабанте, Лимбурге и Гронингене. Между 1901 и 1914 годами бабочки были найдены в районе Дисбурга. Размер области обитания на территории страны неуклонно уменьшался между 1900 и 1950 годами. Последняя популяция в Нидерландах дожила до 1949 года во Влодропе. Затем единичные особи были замечены в 1950 году около Керкраде и в 1964 году около Бунде.
В Восточной Европе встречается в Словакии, Венгрии и Румынии, несколько локальных популяций в Польше. Вид не найден в Литве, но указан для этой страны в атласе бабочек Европы Т. Толмана. Вид крайне локален в Беларуси — редок на севере страны, но более обычен на юге. В типичных местах обитания может быть достаточно многочисленным, также в отдельных ограниченных местах в благоприятные годы может быть обычным. На Украине локально встречается практически на всей территории страны, за исключением сухостепной зоны в степи. В Крыму вид отмечен на плато, а также в предгорьях северного макросклона Главной гряды Крымских гор, преимущественно в их юго-западной части.
На севере своего глобального ареала вид проникает до Южной Финляндии и Эстонии, а на территории России до юга Ленинградской области и Южной Карелии. Далее на восток северная граница ареала идёт по Кировской области и югу Удмуртии. Повсюду локален на территории европейской части России, отсутствуя в степном Предкавказье. В средней России северной границей ареала является подзона хвойно-широколиственных лесов. Имеются северные находки в экстразональных сообществах южной тайги — например, в Старицком районе Тверской области, в Ярославской области и Псковской области. На севере ареала вид крайне локален и встречается преимущественно единичными экземплярами. Более обычен в Смоленской и Брянской областях России. Локален в Среднем Поволжье: в Нижегородской области вид известен по находкам начала XX века близ Макарьева, на юге Ульяновской области, в Чувашии, Татарстане. На северо-востоке граница ареала проходит по южной Карелии, Кировской области, Удмуртии и далее через Средний Урал до Южной Сибири. В Курской области обитает в Центрально-Чернозёмном заповеднике. Локально обитает в Ростовской области. На юго-востоке России достаточно обычен на меловых массивах и в поймах крупных рек. Локально встречается в южных и восточных районах Московской области, в лесостепи Тульской области, в Рязанской и Владимирской областях. К востоку северная граница ареала проходит в Среднем Поволжье по Нижегородской, Ульяновской областям и Чувашии. На северо-восток в Европе распространён до Центральной Удмуртии и Среднего Урала. В степной зоне известны единичные находки из Липецкой и Курской областей, в меловых степях Оренбургской области.
На Западном Кавказе встречается только в Адыгее, на Центральном Кавказе нередок на юге Ставрополья.
Ареал номинативного подвида — транспалеарктический, дизъюнктивный, охватывает значительную территорию: Западная, Центральная и Восточная Европа, на север до юга Швеции включительно, европейская часть России, Южная Сибирь, Украина, Казахстан.
Подвид Ph. a. zara Jachontov, 1935 обитает на Кавказе и в Закавказье, где он известен из низкогорных областей с Большого Кавказа. В Карачаево-Черкесии, в Приэльбрусье и на востоке Краснодарского края связан с субальпийскими лугами и может достигать границы альпийского и субальпийского поясов.
Бабочки населяют луга разных типов, просеки, опушки и поляны хвойных и смешанных лесов, луга различных типов по долинам рек, меловые степи, каменистые и меловые обнажения, балки, овраги, склоны речных террас. В Крыму бабочки населяют закустаренные лесные поляны, опушки, горные плато. На Кавказе вид населяет разнотравные луга среднего горного пояса и субальпики от 600 до 2200—2500 м над уровнем моря. На территории Краснодарского края часто отмечается на сухих горных луговинах, а на черноморском побережье — на сухих лугах в разреженных дубовых лесах. На территории Центрального Кавказа часто встречается на разнотравных цветущих субальпийских лугах с произрастающей скабиозой (Scabiosa). На востоке Краснодарского края и в Адыгее обитает на луговых участках в нагорных разреженных лесах и у каменистых дорог.
В европейско-сибирской части ареала в горах вид встречается на высотах 120—1800 м над уровнем моря; в Тибете — до 2800—3600 м над уровнем моря.

## Таксономия и систематика
Вид был впервые описан в 1758 году шведским натуралистом Карлом Линнеем под названием Papilio arion Linnaeus, 1758. В дальнейшем голубянку арион включали в состав различных родов: Glaucopsyche, Maculinea, Phengaris.
Вид в настоящее время относится к таксону Maculinea van Eecke, 1915. Ранее в большинстве случаев Maculinea рассматривался в качестве самостоятельного рода, изредка — в ранге подрода в составе рода Glaucopsyche Scudder, 1872, а в настоящее время рассматривается как подрод в роде Phengaris Doherty, 1891. Подобное изменение систематики вызвано отсутствием существенных различий в строении гениталий самцов Phengaris и Maculinea.
Существует две современные работы, посвящённые вопросу систематики и филогении рода Phengaris, основанные на различных подходах. Первая из них Pech et al., 2004 — «компьютерный кладизм», основанный на многочисленных экологических и морфологических признаках, при практическом полном игнорировании особенностей строения гениталий. В ней род Maculinea понижен в статусе до подрода, что поддержано многими западными энтомологами. Вторая работа — Fric et al., 2007 также пример кладизма, но основанный на анализе последовательностей митохондриального гена COI и ядерного EF1α. В ней поддерживается подродовой статус Maculinea.
Представители подрода Maculinea — это крупные или средней величины бабочки-голубянки, с длиной переднего крыла 12—25 мм. Крылья самцов на верхней стороне окрашены в разные оттенка голубого, синего или фиолетового цветов, часть видов имеют рисунком из чёрных пятен и перевязей субдискального, прикраевого, краевого рядов. Крылья самок на верхней стороне сильно затемнены, но почти всегда несут голубые или фиолетовые чешуйки. Нижняя сторона крыльев серого или коричневого цвета, с полным рядом чёрных прикраевых пятен. Распространение подрода охватывает палеарктическую область, кроме крайних северных и южных её районов. Все виды отличаются локальным дизъюктивным распространением и практически не имеют сплошных ареалов. Представители подрода являются облигатными мирмекофилами (муравьи рода Myrmica), монофагами или узкими олигофагами. Населяют преимущественно мезоксерофитные и ксерофитные растительные формации.

### Подвиды
Вид характеризуется сильной индивидуальной изменчивостью, в связи с чем исследователями разделяется на несколько подвидов. Ряд из них впоследствии были сведены в синонимы других подвидов, либо перемещены в состав близкородственных видов. Также было описано более 50 аберраций, проявляющихся в случайных и незначительных отклонениях в окраске и особенностях рисунка на крыльях бабочек.
- Phengaris (Maculinea) arion arion (Linnaeus, 1758)

Номинативный подвид. Типовой материал: лектотип — самец, паралектотип — самец, хранится в Лондонском Линнеевском обществе (Linnean Society of London). Подвид характеризуется более светлой верхней стороной крыльев — обычно крылья яркие, светло-фиолетовые или сине-голубые, особенно это заметно у самок, по сравнению с другими подвидами. На нижней стороне крылья номинативного подвида варьируют от белёсых до светло-серых. Распространение: Средняя и Южная Европа на восток до юга Ленинградской, Калужской и Тульской областей.
- Phengaris (Maculinea) arion rueli (Krulikowsky, 1892)

Синонимы: =Lycaena arion var. Rühli; =Phengaris arion naruena (Courvoisier, 1911); =Phengaris arion sergeji Obraztsov, 1936; Phengaris arion baschkiria (Krulikowsky, 1897). Типовой материал: подвид описан Леонидом Круликовским, его коллекция была приобретена Львом Шелюжко, однако в коллекциях Института Зоологии НАН Украины и Зоологического музея Киевского университета, где в настоящее время хранятся части данной коллекции, не обнаружен. Возможно, типовой материал был утерян во время Второй мировой войны, когда коллекция Круликовского многократно транспортировалась. От других подвидов отличается более тусклой фиолетовой окраской верхней стороны крыльев, с редукцией части пятен, что особенно заметно у самок подвида. Чёрные пятна на верхней стороне переднего крыла обычно каплевидные. Переднее и заднее крылья снизу одинакового серого цвета. Ареал: Южная, Восточная и частично центрально-европейская часть России, Южный и Средний Урал, Северный и Центральный Казахстан, Юго-Западная Сибирь, Западный и Северный Алтай.
- Phengaris (Maculinea) arion zara Jachontov, 1935

Кавказский подвид. Описан из Пятигорска. Подвид исключительно изменчив: вариабельными являются размеры, окраска, генитальные структуры. В целом крупный подвид, также характеризующийся более голубой окраской верхней стороны крыльев, более светлой окраской нижней стороны крыльев и весьма мелкими пятнами-глазками. Распространён на Северном Кавказе и локально в Закавказье.
- † Phengaris (Maculinea) arion eutyphron Fruhstorfer, 1915

Вымерший подвид, обитавший на юге Великобритании. Типовая местность: Корнуолл, Англия. Впервые подвид был кратко описан немецким энтомологом Хансом Фрусторфером во время Первой мировой войны в 1915 году. От других подвидов отличался относительно мелкими размерами и более крупными чёрными пятами как на верхней, так и на нижней стороне крыльев, хотя они могли быть менее многочисленными. Бабочки из одних популяций отличались более бледной окраской, из других — наоборот, более тёмным и насыщенным синим цветом основного фона верхней стороны крыльев. Популяции в Корнуолле имели более яркий синий цвет в окраске, в то время как пятна на верхней стороне крыльев были довольно крупными, хотя и могли быть менее многочисленными. Особи из популяций в Южном Девоне в целом напоминали особей из Корнуолла, хотя некоторые экземпляры имели более тусклую фоновую окраску. В популяциях из Котсуолд-Хилс встречались тёмноокрашенные, почти меланистические экземпляры. Впервые голубянка арион в Великобритании документально была зарегистрирована в 1795 году в графстве Сомерсет на холмах возле Бата. Вымирание подвида произошло в 1979 году из-за изменений среды обитания — исчезновения кормового растения гусениц в местах обитания результате разрастания кустарниковой растительности и более высокого травяного покрова.
- Phengaris (Maculinea) arion buholzeri Rezbanyai, 1978

Экологически-географический подвид из центральной Швейцарии. Типовой материал собран около коммуны Веггис в кантоне Люцерн. Населяет в основном альпийские районы в центральной Швейцарии, предпочитая южные склоны на больших высотах. Верхняя сторона крыльев ярко-синяя, иногда слегка затемнённая. Чёрные пятна у самцов обычно мелкие, округлые или яйцевидные, редко очень слегка вытянутые, обычно в количестве 4 штук (до 5) на переднем крыле. Нижняя сторона крыльев яркая светло-серая, иногда с коричневатым оттенком. У самок чёрные пятна на переднем крыле яйцевидные, редко очень большие и удлинённые, их число 3—7, обычно 5—7.
- Phengaris (Maculinea) arion dianae Korb, 2014

Описан из Казахстана, хребет Заилийский Алатау, ущелье Большая Алмаатинка, высота 1800 м над уровнем моря. Голотип хранится в Зоологическом институте РАН. Паратипы: 11 самцов и 4 самки в коллекции Корб С. К. Подвид представлен малочисленной популяцией, обитающей в степях и сухих лугах в ущельях на хребте Джумгалтау (горный массив Сары-Кайкы) на высоте 1400—2600 м над уровнем моря. Длина переднего крыла 15—17 мм (самец) и 16—18 мм (самка). Характеризуется в целом несколько более тёмной фоновой окраской. Крылья сверху тёмно-фиолетового цвета, с широким чёрным внешним краем. На переднем крыле имеется чёрное дискальное пятно вытянутой овальной формы. Пятна на переднем крыле овально-вытянутые; на заднем крыле — небольшие, округлые. Снизу переднее крыло серое, темнее в центральной части, чем по краям. Напыление зеленоватых чешуек на нижней стороне заднего крыла слабо выражено либо практически полностью отсутствует. Пятна на нижней стороне крыльев чёткие, ярко выраженные. Самка по окраске и рисунку крыльев мало отличается от самца: пятна у неё несколько крупнее сверху; самка немного крупнее самца. Подвид отличается более развитыми чёрными прикраевыми пятнами на верхней стороне переднего крыла (занимают почти всю ячейку, удлинённо-овальной до почти прямоугольной формы) и значительно более тёмной окраской нижней стороны переднего крыла От номинативного подвида отличается более тёмной окраской и значительно более крупными пятнами крылового рисунка у самцов.

## Биология

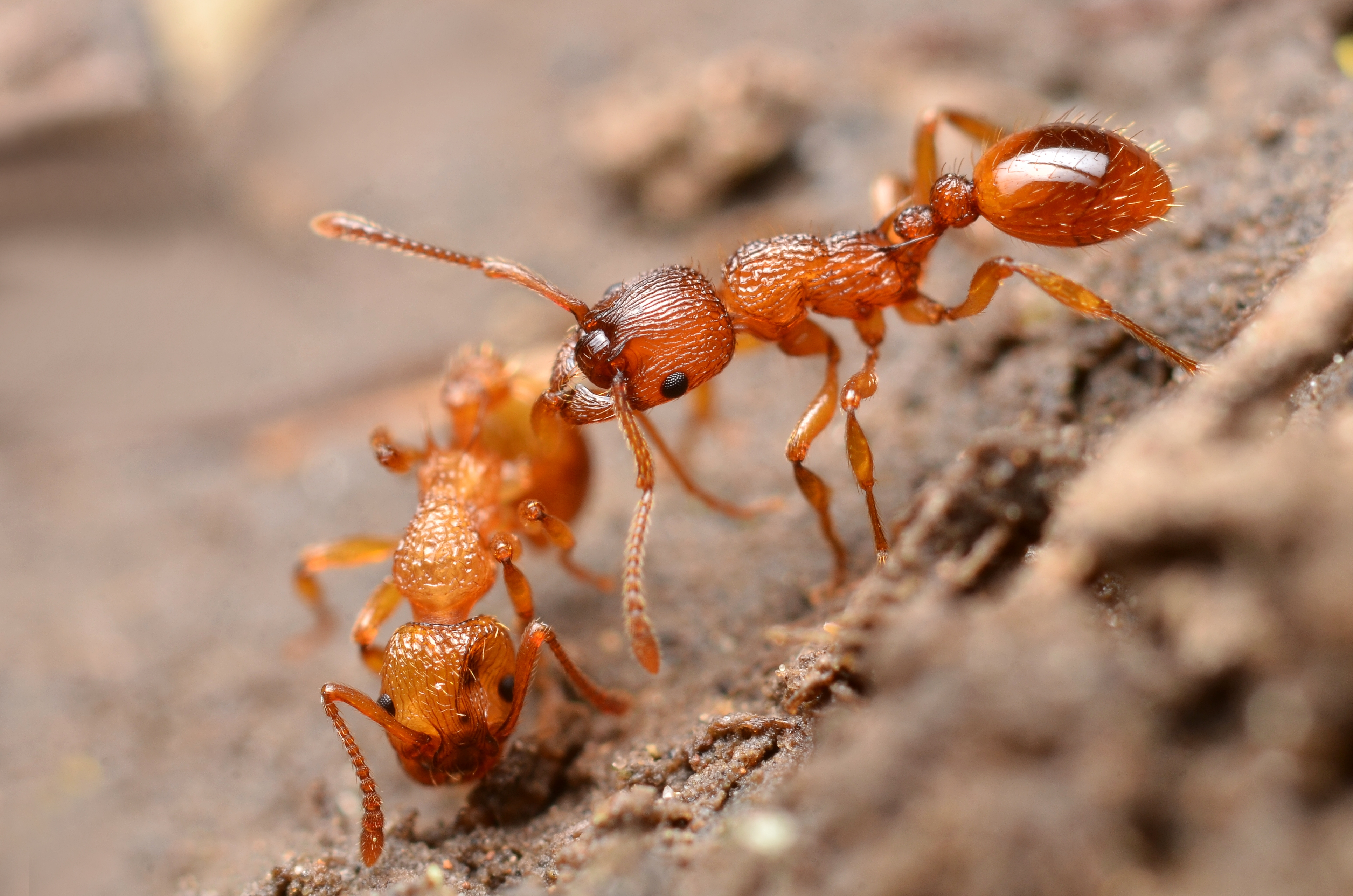
Муравей Myrmica scabrinodis, один из хозяев голубянки арион

Вид развивается в одном поколении за год. Время лёта: с июня до августа (в зависимости от широты и высоты над уровнем моря). Бабочки не разлетаются далеко от мест выхода из куколки. Бабочки ведут себя не очень пугливо. Имаго часто посещает различные цветущие растения, на цветках которых питается нектаром. Полёт достаточно быстрый. В ясную солнечную погоду самцы характеризуются склонностью к продолжительным полётам с весьма короткими и очень редкими присаживаниями на различные травянистые растения. Некоторое время могут питаться на цветах чабреца, после чего снова переходят к активному полёту. При наступлении небольшой облачности бабочки перестают летать и садятся среди травянистых растений. Самки менее активные, обычно часто садятся на травянистые растения, ветви деревьев и кустарников, при беспокойстве могут скрываться в кронах деревьев. Бабочки обычно не удаляются далеко от мест, где растут кормовые растения гусениц. Самцы нередко отмечаются на влажной почве на участках по склонам и дорогам, из которой они получают микроэлементы, в первую очередь натрий, вместе с влагой.
Среднее время жизни имаго голубянки арион составляет около 3,5 дней (у вида P. alcon меньше — около 2 суток, а у P. rebeli больше — до 6 суток). Максимальное зарегистрированное расстояние перелётов отдельных особей между участками более 5 км, но обычно эти бабочки летают только на ограниченном участке — до 400 м.
Спаривание самца и самки длится около часа. Спустя примерно час после окончания спаривания самка начинает поиск подходящих растений для откладывания яиц. Часто можно увидеть, что самки прощупывают своим брюшком бутоны цветков кормовых растений, в поисках уже отложенных яиц другими самками. Если подходящее растение найдено, то самка обычно откладывает яйца по одному или небольшими кладками (до 6—10 штук) на бутоны и почки, реже — листья кормовых растений гусениц. Яйца откладываются самками на бутоны, которые ещё не полностью раскрыты и всё ещё относительно компактны.
Яйцо имеет форму приплюснутой сверху сферу, высотой 0,3 мм, и диаметром до 0,5 мм. Имеет вдавленное микропиле и слабо развитую коронку. Поверхность с белой сетчатой структурой, образующей по бокам ячейки. Только что отложенное яйцо имеет зеленовато-голубой цвет, через несколько часов становится белым с голубым оттенком. За 2—3 дня до вылупления гусениц темнеет. Стадия яйца в зависимости от температуры окружающего воздуха длится 5—10 дней, в большинстве случаев — 8 дней.
Гусеница, выйдя из яйца имеет длину 0,79 мм, не поедает его оболочку и начинает питаться кормовым растением. Гусеница имеет характерную для гусениц голубянок форму, с выпуклыми сегментами тела. Наиболее расширенным является 7 сегмент, который несёт мирмекофильную железу. Голова и ноги тёмно окрашенные, небольшие, полностью скрытые. Голова гусеницы выдвигается только во время питания. Тело гусеницы голое, полупрозрачно-белое с мелкими тёмными штрихами сверху на первом грудном сегменте. Гусеница первого возраста светло-зеленовато-охристого или бледно-жёлтого с зеленоватым оттенком, покрыта чёрными точками и пильчатыми волосками, с чёрной головой. На дорсальной поверхности имеются продольные ряды стекловидных белых зубчатых волосков, расположенных попарно на боках каждого сегмента выше дыхалец, все эти волоски изгибаются назад. После первой линьки длина гусеницы составляет 2,12 мм. Гусеницы 2 и 3 возрастов имеют менее выраженную сегментацию, бледно-розового цвета с белесыми штрихами. У гусеницы второго возраста первый и последний сегменты сглаживаются и округляются. Тело становится более выпуклым, со срединным спинным гребнем. Основная окраска жемчужно-белая, густо усеянная очень мелкими черноватыми точками. По всей поверхности разбросаны несколько щетинок различной длины, все они имеют тёмно-блестящие коричневые основания. Самые длинные из этих щетинок расположены на спинной и боковой областях, дыхальца блестящие тёмно-коричневые. Сегменты отмечены пурпурно-розовыми продольными полосами. Существует заметное сходство между бутонами кормового растения тимьяна и гусеницами голубянки арион как по окраске, так и по опушению. Сходство настолько велико, что требуется пристальное внимание, чтобы различить маленьких гусениц на соцветии растения. После второй линьки длина гусеницы составляет 3,18 мм. По внешнему виду эта стадия похожа на предыдущую, за исключением того, что окраска становится ярче, волоски намного длиннее, а голова становится чёрной и блестящей. Третья и последняя линька происходит, когда личинке 18—22 дней. Через двадцать часов после третьей линьки длина личинки составляет 2—3,18 мм. Общая окраска становится более равномерной и более тусклой охристо-розовой. Первый сегмент тела наклонён вперёд и закруглён, имеет сравнительно большой центральный чёрный спинной диск. Три задних сегмента также сжаты. Остальные сегменты (со второго по девятый включительно) приподняты, образуя при этом глубокую продольную борозду. Бока являются вогнутыми, и боковой гребень выступает по всей длине. Гусеница имеет четыре продольных ряда длинных изогнутых волосков. Вся поверхность тела плотно усеяна чрезвычайно мелкими грушевидными вздутиями. Волоски расположены на теле гусеницы в три ряда на грудных сегментах и в четыре ряда — на брюшных. Низ тела покрыт короткими частыми волосками. Взрослая гусеница бледно-охристого цвета, с лиловым оттенком на боках. Её голова охристого цвета, с чёрным рисунком. К концу своего развития гусеница достигает длины до 14—16 мм.
Гусеницы четвёртого возраста голубянки арион имеют специализированные мирмекофильные эпидермальные органы. На седьмом брюшном сегменте они представлены дорзальным нектароносным органом (Dorsal Nectary Organ, Newcomer’s Organ), а на всей спинной поверхности размещены многочисленные купольные поры (Pora Cupol Organs). Задний конец гусеницы сверху отмечен наличием отчётливого диска, определяемого кругом пор в кутикуле. Дорзальный нектароносный орган имеет обычную эластичную кутикулу около центрального щелевидного отверстия. Вокруг него расположено около двадцати разветвлённых волосков, вставленных в полусферические основания. Гусеницы четвёртого возраста голубянки арион волосатые только на переднем и заднем концах тела (за исключением выше описанных разветвлённых волосков), поэтому дорзальный нектароносный орган заметен и не покрывается какими-либо структурами. Вокруг этого органа, перемежающегося с механорецепторами, сосредоточено значительное количество купольных пор, имеющих характерную уплощённую вершину.
Гусеницы первых трёх возрастов развиваются на цветках таких растениях как чабрец, пахучка, душица, мелисса, черноголовка. Гусеницы первого и второго возраста питаются внутри бутонов цветов, в то время как достигнув 3-го возраста живут более открыто и может даже могут перейти к питанию новым бутонам. Среди гусениц первого возраста отмечается высокая смертность вследствие каннибализма и активности беспозвоночных-хищников. Первые три возраста длятся 20—30 дней.
Гусеницы 4-го возраста ведут мирмекофильный образ жизни и живут в гнёздах муравьёв рода Myrmica: M. ruginodis, M. rubra, M. scabrinodis, M. sabuleti, M. lonae. Также известны отдельные находки в муравейниках более термофильных мирмик, таких как M. ruginodis, M. rugulosa, M. hellenica, M. schencki, M. lobicornis.
Достигнув четвёртого возраста, гусеница перестаёт питаться на кормовом растении, она остаётся неподвижной в течение дня, а к вечеру перемещается к низу растения или падает на поверхность почвы и ожидает муравьёв. Если муравьи не находят гусеницу, то она погибает на следующий день.
При контакте с муравьями гусеница выделяет капельку секрета, которую те охотно поглощают. Данный процесс может длиться от 30 минут до 4 часов. В конечном итоге, гусеница приподнимает свою переднюю часть тела и муравей, принимая её за собственную личинку, переносит в свой муравейник, помещая её среди личинок. В муравейнике гусеница живёт, перезимовывает и окукливается. Муравьи кормят гусениц так же, как и своих личинок, получая взамен сладкие выделения. В гнезде гусеницы большую часть времени проводят вдали от муравьёв, но иногда переползают к их яйцам или личинкам и поедает их. Питание яйцами и личинками муравьёв необходимо для полноценного развития. Таким образом, гусеницы часто хищничают, поедая личинок муравьёв. В муравейнике гусеницы также могут погибнуть от отсутствия пищи или от нападения рабочих муравьёв, что случается, когда в муравейнике живёт много гусениц. Окукливаются в верхних ячейках гнезда. Куколка бледно-жёлтого цвета, позже — янтарная, с сероватыми зачатками крыльев и чёрными дыхальцами. Располагается открыто на земле. Длина куколки до 12,7 мм, диаметр до 5,44 мм. За несколько дней до выхода бабочки глаза и задние края крыльев постепенно темнеют до свинцово-серого цвета; голова, грудь и брюшко также становятся темнее. Затем появляются срединные пятна на крыльях, и вся куколка становится более глубокого цвета, пока не достигнет глубокого свинцово-серого цвета. Стадия куколки длится около 20 дней. Выйдя из куколки, бабочка проползает через камеры муравейника на поверхность, где взбирается на вертикальную растительность, где остаётся до расправления крыльев, происходящего под действием гидростатического давления гемолимфы.

### Выбор растения
Бабочки откладывают яйца на те растения, рядом с которыми гнездятся муравьи рода Myrmica. Выбор насекомыми кормового растения происходит по выделяемому ими запаху. Растения в присутствии муравьёв подают «сигнал тревоги», на который ориентируются бабочки при откладке своих немногочисленных яиц. Душица вырабатывает карвакрол (терпеноидное вещество, придающее ей своеобразный запах) и γ-терпинен (биохимический предшественник карвакрола). Лабораторными экспериментами было доказано, что растения производят больше карвакрола, чем контрольные растения, если их выращивают вместе с муравьями Myrmica в одном террариуме. Исследование экстракта листьев показали тот же результат. Объясняется это тем, что если муравьи копались в корнях душицы и повреждали их, то у растения повышается уровень экспрессии генов, влияющий на синтез карвакрола и жасмоновой кислоты. Само растение не испытывает большого вреда от гусениц голубянки арион, так они присутствуют на них в количестве не более двух экземпляров, а съедают менее 2 % цветов. Поскольку карвакрол обладает фунгицидным и инсектицидным действием, то он отпугивает многих насекомых, в том числе и муравьёв. Но оказалось, что не всех. Эксперименты с разными видами муравьёв (Myrmica scabrinodis, Tetramorium caespitum, Lasius alienus, Tapinoma erraticum и Formica cinerea) показали, что только мирмики выдерживают этот ядовитый запах. Поэтому они не имеют конкурентов при строительстве муравейников в корнях растений, которые выделяют эти вещества.

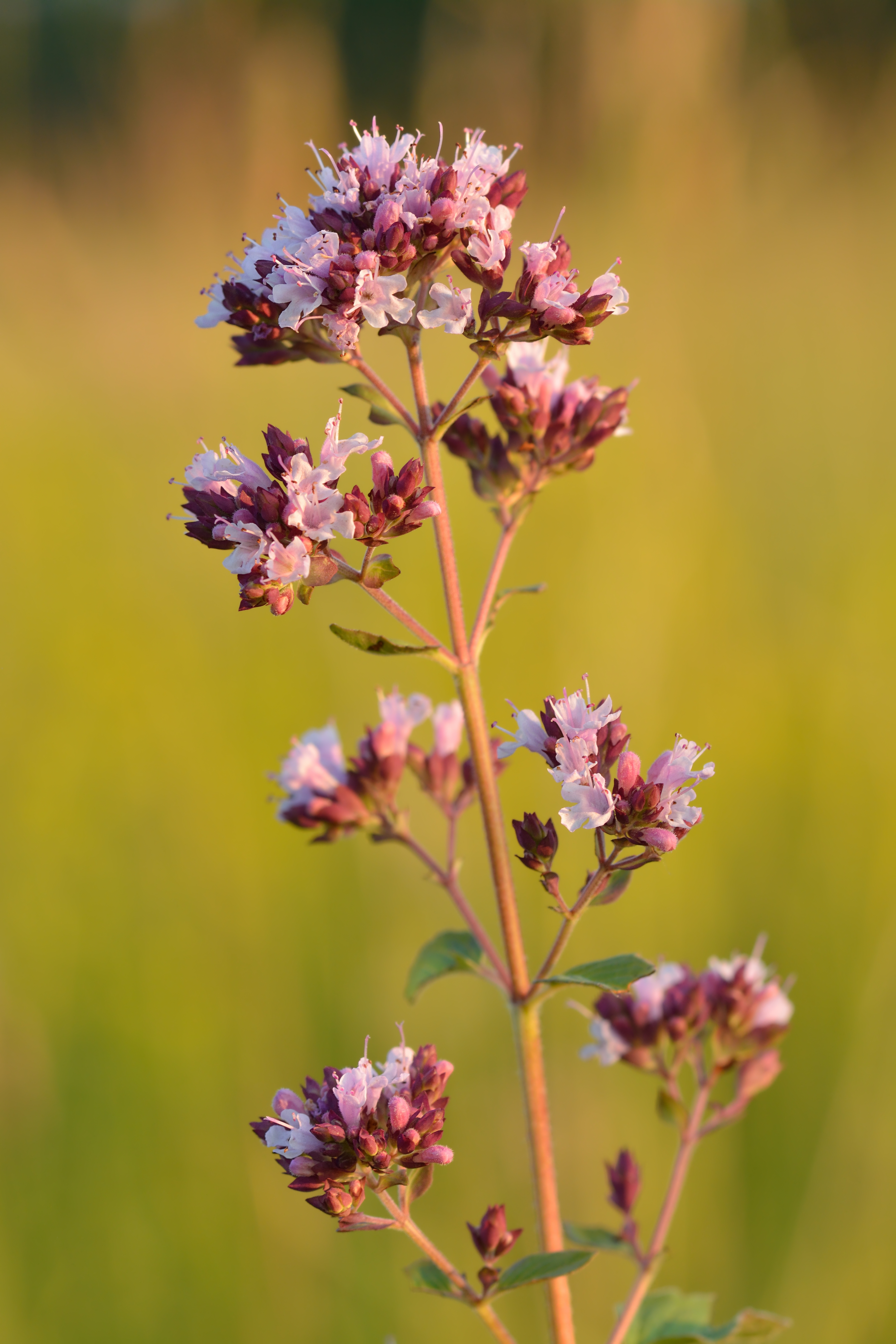
Душица обыкновенная
Карвакрол

### Паразитирование
Будучи похожими на личинок муравьёв Myrmica физически и химически и, возможно, используя другие формы мимикрии, гусеницы голубянки арион способны обмануть муравьёв, чтобы они забрали их в своё гнездо. Оказавшись там, гусеница либо станет хищником личинок муравья, либо просит взрослых муравьёв покормить их, действуя как личинка муравья в так называемой стратегии «кукушки». Многочисленные исследования показали, что гусеницы этого вида могут действовать в гнёздах хозяев и как хищники, и как «кукушки», при этом вторая стратегия в настоящее время рассматривается учёными как более жизнеспособная, поскольку в среднем на один муравейник гусениц-хищников приходится меньше, чем гусениц-кукушек.

### Откладывание яиц

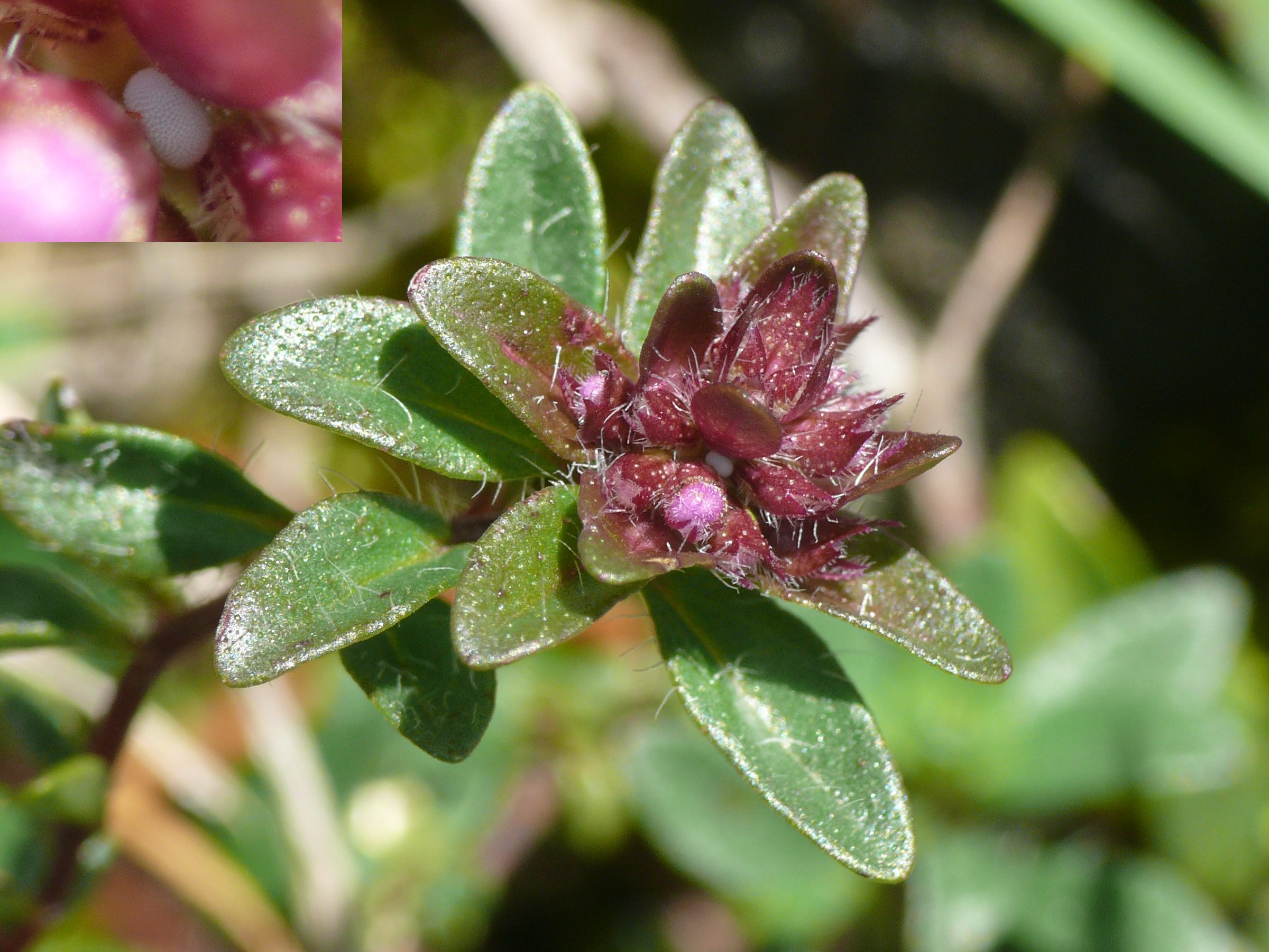
Яйцо голубянки арион на цветке тимьяна

Так как взаимоотношения между бабочкой и муравьями-хозяевами важны для выживания гусениц, самки должны откладывать яйца в местах, где их личинки могут быть найдены рабочими муравьями соответствующего вида. В прошлом исследователям было не до конца известно, способны ли бабочки рода Phengaris, являющиеся мирмекофилами, идентифицировать места встречаемости необходимых видов Myrmica. Считалось, что определённые виды Phengaris могут обнаруживать специфические запахи для идентификации видов Myrmica. Также считалось, что некоторые виды рода Phengaris могли избегать перенаселённости на кормовых растениях, обнаруживая большое число отложенных конкурентами яиц. Новые исследования показывают, что откладывание яиц у самок приспособлено только к определённому виду муравьём Myrmica и что самки не учитывают другие факторы.

### Гусеницы
Самки бабочек откладывают яйца на специфические кормовые растения, такие как тимьян (чабрец) и душица. Дикий тимьян является предпочтительным кормовым растением в Великобритании и в более прохладных или гористых районах Европы, а в более тёплых районах для гусениц предпочтительным является майоран. Примерно через десять дней из яиц выходят гусеницы, начинающие питаться цветками кормового растения. Гусеница остаётся в непосредственной близости от своего кормового растения до 4-го возраста, когда она спустится или упадёт на землю.
Потом гусениц найдут муравьи Myrmica. Гусеницы секретируют феромоны, специфичные для их соответствующих хозяев. Целью такого поведения является имитация феромонов личинок муравьёв-рабочих.
Успешно имитируя личинок муравьёв, гусеницы доставляются в гнездо хозяина и выкармливаются муравьями. Первоначально считалось, что гусеница голубянки арион ведёт себя иначе, так как некоторые авторы предполагали, что она либо секретировала малое количество феромонов, либо не выделяла их вообще. Недавно было установлено, что они секретирует такие вещества как форму химической мимикрии, чтобы быть признанной «своей» в гнезде муравья-хозяина.
Гусеницы ариона иногда следуют муравьиными тропами или отходят от кормового растения во время максимума муравьиной фуражировки, чтобы выйти на специфичного для себя вида Myrmica, а не на других муравьёв.

#### Стратегия «кукушки»
Большинство гусениц видов из рода Phengaris ведут себя сходным образом перед попаданием в гнездо муравья-хозяина. Затем, попав в муравейник, гусеницы используют одну из двух стратегий. Первая — стратегия «кукушки». Она была подробно изучена у вида P. rebeli и состоит в постоянном взаимодействии между гусеницей и муравьями-хозяевами. Оказавшись в гнезде, гусеница использует акустическую мимикрию, чтобы скрыть свою чужеродность. Гусеницы голубянки арион, использующие стратегию «кукушки», остаются в муравейнике с муравьями, производя звук, очень похожий на звук муравьиной матки. Подражая личинке матки, виды Phengaris, которые используют стратегию «кукушки», выкармливаются рабочими муравьями и получают преимущество по сравнению с настоящими личинками муравьёв.
Такие гусеницы становятся настолько высокостатусными членами муравейника, что муравьи могут убить своих собственных личинок, чтобы кормить гусеницу, и даже спасут её первой в случае опасности.

#### Стратегия хищника
В отличие от других представителей рода Phengaris, гусеницы голубянки арион могут становиться хищником, оказавшись в гнезде муравьёв. Они питаются муравьиными куколками, продолжая изображать из себя муравья Myrmica. Однако, даже несмотря на мимикрию, смертность голубянки арион в муравейнике остаётся высокой. Одним из объяснений этого является то, что каждый вид Phengaris наиболее подходит для определённого вида Myrmica. Гусеницы, которых «усыновляет» несоответствующий вид муравьёв, нередко бывают убиты и съедены. Но даже если у гусениц не возникло проблем с подбором «правильного» хозяина, многие из них всё равно не могут выжить: если мимикрия не идеальна, муравьи становятся подозрительными и вероятность смерти гусениц резко повышается. Кроме того, муравьи в гнёздах без постоянного запаса пищи гораздо чаще идентифицируют гусениц как врага. Они, скорее всего, будут атакованы в течение первых 10 дней после того, как их усыновят муравьи-хозяева. Это происходит потому, что за это время гусеницы становятся более крупными по сравнению с типичными личинками муравьёв.

#### Мимикрия
После того, как бабочки рода Phengaris успешно проникли в гнездо хозяина, они продолжают скрывать свою чужеродность, делая это в том числе с помощью акустической мимикрии. Было много исследований, документирующих использование акустической коммуникации у муравьёв, и было обнаружено, что представители рода Phengaris используют это поведение. Например, P. rebeli имитирует уникальный звук муравьиной королевы, чтобы поднять свой статус в гнезде. Эта аудиомимикрия достаточно эффективна, чтобы заставить рабочих муравьёв предпочитать спасать P. rebeli, а не своих собственных куколок в период опасности.
Ранее считалось, что только виды со стратегией «кукушки» используют акустическую мимикрию.
Звук был настолько похож, что звуки двух гусениц отличались друг от друга больше, чем звуки королевы. Различные виды Myrmica используют разные семиохимические вещества, чтобы различать своих, но они используют очень похожие акустические команды в гнезде. Члены рода Phengaris, включая голубянку арион, используют чрезвычайно эффективную комбинацию мимикрии. Представители этого вида сначала применяют химическую мимикрию, чтобы получить доступ к гнезду, а затем используют акустическую мимикрию, чтобы поднять свой статус среди муравьёв.
Звуковая частота стридуляции гусениц голубянки арион достигает 560 Гц, а у куколок равна 1070 Гц. У маток и рабочих мирмик эти частоты равны 830 и 1285 Гц (M. sabuleti), 810 и 1480 Гц (M. scabrinodis), 812 и 1132 Гц (M. schencki), соответственно.

#### Питание
Лабораторные исследования показали, что гусеницы голубянки арион сначала съедают самых крупных личинок муравьёв. Эта развитая тактика максимизирует эффективность не только потому, что самые крупные личинки обеспечивают наибольшее количество вещества по объёму, но также и потому, что она предотвращает окукливание личинок. Кроме того, это позволяет большему количеству вновь вылупившихся личинок расти. Находясь в муравейнике, гусеницы голубянки арион приобретают 99 % своей конечной биомассы, увеличиваясь в среднем с 1,3 мг до 173 мг. Результаты лабораторных исследований показывают, что для выживания одной бабочки необходимо 230 крупных личинок и минимум 354 рабочих Myrmica; однако такие большие гнёзда очень редко встречаются в дикой природе. Это подтверждает выводы о том, что голубянки арион способны долго выдержать голодание. Это становится чрезвычайно полезным в ситуациях, когда муравьи покидают колонию и оставляют гусеницу позади. Известно, что голубянки арион способны мигрировать в новые муравейники после того, как хозяева его покинут. Во многих случаях соседняя колония со свежим выводком будет заселять гнездо, позволяя выжившим гусеницам паразитировать в нескольких колониях Myrmica.

#### Преимущества стратегий
Исследователи до сих пор не уверены, почему в гнезде хозяина существует несколько стратегий поведения гусеницы. Были проведены исследования для определения эффективности каждой из них. Стратегия «кукушки» даёт в шесть раз больше выводящихся бабочек на один муравейник, чем стратегия хищника.
Хотя это и указывает на доминирование стратегии «кукушки», существуют и другие факторы, которые необходимо учитывать. Поскольку гусеницы-«кукушки» остаются в непосредственной близости от муравьёв, они должны выделять химические вещества, практически идентичные видам хозяев, чтобы выжить. Это объясняет, почему гусеницы со стратегией «кукушки» более склонны к появлению в колониях своих видоспецифичных хозяев, а в случаях, когда они были приняты неосновным хозяином, то работает стратегия хищника. Имеющиеся данные подтверждают теорию о том, что гусеницы, использующие стратегию «кукушки», зависят от определённого вида Myrmica, в то время как хищные Phengaris в целом более универсальны, но всё же лучше «работают» со своим конкретным видом.

#### Влияние муравьиной матки
Было обнаружено, что гусеницы голубянки арион в три раза реже выживают в гнёздах, где присутствуют муравьиные матки (царицы, или королевы). Это открытие было объяснено теорией, называемой «эффектом королевы». В большинстве гнёзд Myrmica муравьи-царицы откладывают две основные партии яиц, а самки, которые вылупляются из этих яиц, становятся либо рабочими, либо девственными самками (в будущем королевами) — это зависит от статуса королевы в гнезде: если королева умирает, рабочие муравьи выращивают из самой большой из личинок женского пола новую матку, если же королева присутствует и здорова, она заставляет нянек игнорировать, не кормить и кусать личинки женского пола, что приводит к ограниченному их росту и способствует переходу к развитию в простых рабочих муравьёв. Чтобы остаться в живых, бабочки должны поддерживать строгий баланс между имитацией королевы в присутствии рабочих и тем, чтобы казаться рабочей особью во избежание «эффекта королевы».

### Бактерии и наездники
Обнаружено заражение облигатными внутриклеточными бактериальными симбионтами рода вольбахий (Wolbachia), которые могут изменять репродуктивное поведение хозяев, чтобы лучше передаваться по женской линии. Это позволяет бактериям охватывать популяции вместе с любыми материнскими наследственными органеллами, такими как митохондрии, что может уменьшить разнообразие митохондрий и влиять на микроэволюционные особенности. Однако, несмотря на то, что 100 % образцов P. arion в Карпатском бассейне были обнаружены заражёнными одним штаммом бактерий Wolbachia, никаких доказательств такого селективного анализа обнаружено не было. Следовательно, хотя различия в мужских половых органах могут указывать на возникающую презиготическую изоляцию, генетическое сходство предполагает, что различные формы P. arion ещё не представляют отдельные виды.
Гусениц некоторых видов рода Phengaris заражают ихневмоноидные наездники. Для голубянки арион точные данные отсутствуют, но близкий вид P. rebeli служит хозяином для паразитоидных наездников родов Neotypus и Ichneumon, а вид точечная голубянка (P. teleius) — для наездника N. melanocephalus. Эти паразитоиды демонстрируют экстремальные поведенческие, морфологические и физиологические адаптации, которые позволяют им успешно паразитировать на своих хозяевах. Они могут находить муравейник по запаху и только тогда проникать внутрь, когда там есть гусеница «кукушки». Наездник определяют их наличие ещё у входа в муравейник, но уже не по запаху, а по стридуляции «поющих» гусениц. Для защиты от муравьёв паразитоид выделяет одурманивающий их феромон, а кроме того, обладает толстым хитиновым покровом. Это даёт наезднику возможность отыскать в муравейнике гусениц бабочки и отложить яйцо в каждую из них, а вылупившаяся личинка паразитоида в дальнейшем питается гусеницей изнутри. После этого муравьи продолжают кормить заражённых гусениц, так же, как и здоровых. В конечном итоге личинки наездника окукливаются внутри куколок бабочки, но вместо бабочки после окукливания появляется один взрослый наездник. Считается, что подобными адаптациями обладают и другие наездники, включая возможных паразитоидов P. arion.

## Охрана
Из-за сокращения численности популяций, отмечаемого во многих странах Европы, голубянка арион включена в Международный красный список МСОП и Бернскую конвенцию об охране дикой фауны и флоры и природных сред обитания («Красную книгу Европы»). Причины уменьшения численности заключаются в уничтожении природных мест обитания вида, чрезмерном сенокосе, отсутствии кормовых растений и соответствующих видов муравьёв-хозяев.
Как и у каждого вида, у голубянки арион свои особые требования к среде обитания, которые являются уникальными для её жизненного цикла. Тем не менее, меры по сохранению её биотопов будут также полезны для других охраняемых видов, характерных для этих мест обитания, включая таких птиц как чернолобый сорокопут, золотистая щурка, лесной жаворонок, авдотка, сизоворонка, береговой конёк, луговой чекан, садовая овсянка, обыкновенный жулан и удод.
В отдельных странах и регионах голубянку арион включили в соответствующие Красные книги и списки редких и исчезающих видов животных. Вид отнесён к категории исчезающих видов в Дании, Франции, Чехии, Словакии, Польше и ряде других государств Европы. Исчез в Нидерландах (с 1949—1950 года) и Великобритании (с 1979 года, позднее — реинтродуцирован) и, вероятно, в Бельгии. Включён в Красные книги Восточной Фенноскандии (1998), Финляндии (1 категория), Дании (1 категория), Германии (2 категория), Швеции (4 категория). В статусе «2(V). Уязвимые виды» она включена в Красную книгу Литвы, также включена в Красную книгу Молдовы. В статусе редкости видов DD (Data Deficient — недостаточно данных; что соответствуют категориям МСОП) включена в Красную книгу Приднестровской Молдавской Республики.
На территории России вид включён во многие региональные Красные книги: Краснодарского края, Республики Карелии, Нижегородской области, Пензенской области, Удмуртской Республики, Чувашской Республики, Вологодской области, Псковской области, Ставропольского края, Кемеровской области, Томской области, Тюменской области, Брянской области, Владимирской области, Воронежской области, Калужской области, Московской области,
Тамбовской области, Тверской области, Тульская область, Ярославской области, Республики Адыгея.
Из-за перевыпаса скота и сенокосов включена в Красную книгу Чувашской Республики в статусе II-й категории «Уязвимый вид». В Красную книгу Томской области голубянка арион включена в статусе
«Категория 3. Особо уязвимый евро-азиатский локально распространенный вид». Также включена в Красную книгу Ленинградской области и в дополнительный список «Нуждаются в особом внимании» в Красной книге Ханты-Мансийского автономного округа — Югры.
В Красную книгу Нижегородской области включена в статусе «Категория В1 — редкий вид»; авторами предлагается регламентация применения пестицидов, гербицидов и рекреационной нагрузки (в числе причин уязвимости названы неспособность к миграциям и оседлость поведения).
О негативном воздействии пестицидных обработок и выжигания луговой и степной травянистой растительности говорится в Красной книге Краснодарского края, куда голубянка арион включена а категории «2: Уязвимый вид».

## Вымирание и реинтродукция в Великобритании
На территории Великобритании обитал подвид Phengaris arion eutyphron Fruhstorfer, 1915, который был признан вымершим в 1979 году, несмотря на долгосрочные действия по его спасению. Вымирание подвида произошло из-за изменения и уничтожения его среды обитания, включая исчезновение кормового растения гусениц в местах обитания в результате разрастания кустарниковой растительности и более высокого травяного покрова. Уничтожение мест обитания за счёт развития сельского хозяйства (путём обработки гербицидами и удобрениями или распашки) привело к исчезновению около половины известных популяций на территории страны. Другие участки стали непригодными для обитания вида после отказа от традиционного выпаса скота и прекращения его использования, что привело к увеличению высоты дёрна и исчезновению муравья-хозяина Myrmica sabuleti. Этому процессу способствовало распространение миксоматоза среди кроликов в 1950-х годах и отказ от их выпаса. В результате увеличения высоты растительности также сокращалась численность тимьяна, как кормового растения гусениц.
Сокращение и исчезновение популяций голубянки арион на территории Великобритании вызывало огромную обеспокоенность у энтомологов ещё в середине XIX-го века. Первой активной попыткой сохранения вида было создание в 1931 году заповедника бабочек в долине Диззард на побережье Корниш. Заповедник не смог сохранить вид, поскольку выпас скота и сжигание сухостоя были также прекращены, в результате чего место быстро стало непригодным для размножения бабочек. Следующим наиболее заметным мероприятием по сохранению вида было создание Объединённого комитета по сохранению голубянки арион (JCCLB) в 1962 году. Он был основан Фондом натуралистов Девона и Корниша с целью объединения государственных и добровольческих организаций, которые имели интерес к бабочке и способность влиять и помогать её сохранению. К ним относятся Совет охраны природы, Национальный фонд, Королевское общество охраны природы, Королевское энтомологическое общество и Butterfly Conservation. JCCLB координировал обширные исследования, обустройство участков обитания, защиту участков от сельского хозяйства, экологическую оценку требований и, в одном случае, покупку участка. Несмотря на все усилия, полные знания о необходимых условиях для размножения бабочек пришли слишком поздно, и не смогли остановить сокращение численности. В результате к 1972 году в Великобритании оставалось только два места обитания голубянки арион. В этот момент, JCCLB было решено, что необходимо провести полное изучение экологии бабочки, чтобы выяснить, не было ли какая-либо важная информация была упущена. С тех пор были проведены обширные экологические исследования, которые привели к значительному прогрессу в знаниях о необходимых условиях для жизни бабочки и её муравьёв-хозяев. Получив солидную научную базу, среда обитания на нескольких бывших участках местообитаний голубянки арион была восстановлена путём выпаса скота, а в некоторых случаях ещё вырубки кустарников и посадки тимьяна. Это привело к значительному увеличению численности популяций муравьёв M. sabuleti на нескольких участках. Это сделало возможным использование данных участков для восстановления популяции вида.
В 1983 году бабочки номинативного подвида были завезены в страну из Швеции. Для реинтродукции были выбраны 5 участков. За пробным выпуском в 1983 году последовал крупный выпуск на окраине Дартмура в 1986 году. Ещё около 200 гусениц были завезены в 1986 году. Использовались небольшие количества особей, и популяция увеличивалась в течение 6 лет. Затем популяция резко сократилась в 1989 и 1990 годах в течение двух лет сильной засухи. В следующие 2 года численность снова увеличилась на прогнозируемую величину для не засушливого года. В течение 1992 года вид был успешно заселён в Сомерсете также из Швеции. Сегодня в Полден-Хиллз поддерживается крупнейшая британская популяция вида. Создание подходящей среды обитания на незанятых в настоящее время местах сосредоточено на участках к западу от главного хребта Полденс. Для восстановления численности популяции потребовалась четверть века.